# 目黒未奈
目黒 未奈（めぐろ みな、1973年3月27日 - ）は、日本の女優、声優。東京都出身。身長164cm、血液型はA型。文学座所属。

## 略歴
大妻女子大学中野女子高等学校（現・大妻中野中学校・高等学校）を卒業後、1991年、文学座付属演劇研究所へ入所。本科生、研修科生、準座員を経て、1996年、文学座の座員となる。1994年、文学座アトリエ公演「シンガー」にて初舞台。2001年度、『心破れて』のフィリーマ役、『マイシスター インディスハウス』のクリスティーヌ役の演技に対し、第8回読売演劇大賞の優秀女優賞、杉村春子賞を授与された。大妻女子大学中野女子高等学校時代の演劇部の友人に声優の園崎未恵がいる。

## 出演

### テレビアニメ
- 無限戦記ポトリス（2003年、レーザーパサマ）
- WOLF'S RAIN（2003年、蛇使い女）

### 劇場アニメ
- 千と千尋の神隠し（2001年）
- ハウルの動く城（2004年）
- この世界の片隅に（2016年、マリナ〈主人公すずの叔母〉）

### 吹き替え

#### 映画
- アイ・スパイ（レイチェル・ライト〈ファムケ・ヤンセン〉）
- アンドロメダ…（カレン・アンソン〈ポーラ・ケリー〉）※DVD版
- オーシャン・オブ・ファイヤー（ジャジーラ〈ズレイカ・ロビンソン〉）
- ザ・コア
- ザ・シャドー 呪いのパーティ （ルーシー〈マーシャ・トマソン〉）
- 主人公は僕だった（ペニー〈クイーン・ラティファ〉）
- 少女たちの遺言 （シウン〈イ・ヨンジン〉）
- 女子高生チェーンソー （モニーク〈アンナ・フローレンス〉〈現アンナ・ガルシア・ウィリアムズ〉）
- デイ・アフター・トゥモロー
- トゥルー・クライム（ボニー・ビーチャム〈リサ・ゲイ・ハミルトン〉）※日本テレビ版
- ホステル（ナタリーア〈バルバラ・ネデルヤコヴァ〉）
- ラブ・アクチュアリー（ミア〈ハイケ・マカチュ〉）
- リコシェ
- レッドベルト 傷だらけのファイター（ソンドラ〈アリシー・ブラガ〉）
- レリックハンター
- ロストワールド
- ロズウェル

#### テレビドラマ
- Ｉ★LOVE!オリバー
- アンフォゲッタブル4 完全記憶捜査
- ER緊急救命室
  - シーズンVIII #3（キャンディ〈ボニー・バーローズ〉）
  - シーズンXII #17（ニメット・カルダタイ〈ジーナ・ザフロウ〉）
  - シーズンXII・XIII（マックス〈レイモンド・アレクサンダー・チャム・Jr〉）
- カリフォルニア・ドリーム
- 騎馬警官
- クリミナル・マインド FBI行動分析課（リサ・バートルビー〈モニーク・ダニエルズ〉、シンディ・バーンズ〈シャノーラ・ハンプトン〉）
- クリミナル・マインド 特命捜査班レッドセル（キャロリン・マレク〈レイラ・アリザダ〉）
- シナリオライターは君だ
- スーパーナチュラル
- ノー・セカンドチャンス〜身代金の罠〜（フロランス・ロマノ〈シャルロット・デ・ジョルジュ〉）
- ハイスクールウルフ
- 不思議なオパール（マーシア〈エミリー・ミルバーン〉）
- ふたりは最高! ダーマ&グレッグ
- ホワイトカラー（ダイアナ・バリガン〈マーシャ・トマソン〉）
- 名探偵モンク

#### アニメ
- キリクと魔女

### 映画
- 栄光のフォワードNo.9－女子サッカーに捧げる
- 検察側の罪人（ウエイトレス）

### 舞台
- 『シンガー』 （1994年）（文学座アトリエ公演）
- 『背信の日々』 （1994年）（文学座本公演）紀伊國屋ホール
- 『山彦ものがたり』 （1995年）（劇団朋友）シンガポール公演
- 『シャドー・ランズ』 （1996年）（ひょうご舞台芸術）パルコ劇場
- 『シンガー』（1996年）（本公演）紀伊國屋ホール
- 『ミュージカル 樫の木は歌う2』 （1997年）俳優座劇場
- 『雨が空から降れば』 （1997年）（本公演）紀伊國屋ホール
- 『陽ざかりの女たち』 （1998年）（ひょうご舞台芸術）新国立劇場
- 『デンティスト 愛の隠れんぼ』 （2000年）（本公演）三越劇場
- 『心破れて』 （2000年）（アトリエ）
- 『マイシスター インディスハウス』 （2000年）（アトリエ）
- 『おやすみこどもたち』 （2001年）（シアター21）パルコ劇場
- 『アラビアンナイト』 （2002年）（本公演）青山円形劇場　03、05、06、07年再演
- 『沈黙と光』 （2002年）（アトリエ）
- 『バラード』 （2003年）（アトリエ）
- 『ヴァローニュの夜』 （2004年）（ひょうご舞台芸術）紀伊國屋サザンシアター
- 『月夜の道化師』 （2004年）（本公演）地方公演
- 『湖のまるい星』 （2006年）（本公演）紀伊國屋サザンシアター
- 『崩れたバランス』 （2009年）（アトリエ）
- 『走れゴスポディン』 （2010年）東京ドイツ文化センターT
- 『猿』 （2011年）TBスタジオ
- 『ヴェニスの商人』 （2012年）（シェイクスピアシアター）俳優座劇場
- 『じゃじゃ馬ならし』 （2014年）新モリヤビル第1稽古場
- 『終の楽園』 （2014年）（アトリエ）
- 『20000ページ』 （2015年）（文学座アトリエ）
- 『何か いけないことを しましたでしょうか？ と、いう私たちのハナシ。』 （2016年）（本公演）紀伊國屋サザンシアター（地方公演）ピッコロシアター 大ホール
- 『ミュージカル YOSHIKO〜悔いなき命を〜』 （2019年）紀伊國屋ホール

### ラジオ
- NHK-FM放送 青春アドベンチャー 『文学少年と運命の書』（阿恩の母）
- NHK-FM放送 FMシアター 『私は”サバイバー”』
- 鳥越アズーリFM 『要ゆうじの昭和カプセル』 （2021年08月03日配信）[6]

### ゲーム
- メタルギアソリッド ピースウォーカー（兵士）

### テレビ・バラエティ
- クイズモンスター
- クイズタイムショック
- ＡＢＵアジア子どもドラマシリーズ2015（吹き替え）
- NHKスペシャル（吹き替え）
- 金曜ロードショー（吹き替え）
- 日曜洋画劇場（吹き替え）
- 午後のロードショー（吹き替え）

## 受賞歴
- 第8回読売演劇大賞 優秀女優賞（舞台『心破れて』、『マイシスター インディスハウス』）
- 第8回読売演劇大賞 杉村春子賞（舞台『心破れて』、『マイシスター インディスハウス』）